# Немтінов Євгеній Сергійович
Євге́ній Сергі́йович Немті́нов (нар. 3 жовтня 1995, Чернівці, Чернівецька область, Україна) — український футболіст, півзахисник футбольного клубу «Татран». Колишній гравець юнацької збірної України U-20.

## Життєпис

### Юнацькі роки
Вихованець буковинського футболу, перший тренер — Юрій Іванович Лепестов. Протягом 2008–2009 років виступив у чемпіонаті та першості ДЮФЛ у складі іллічівського «Моноліта», після чого перейшов до розташування рідної «Буковини». У травні-червні 2013 року виступав в аматорському чемпіонаті України за другу команду чернівчан, а з осені почав залучатися до ігор основи. Також у сезоні 2012/13 встиг провести два матчі за молдавський клуб «Ністру» (Атаки), який в той час виступав у вищій лізі і намагався зберегти прописку в еліті молдавського футболу.

### Клубна кар'єра
На професійному рівні дебютував 19 жовтня у гостьовому поєдинку з «Динамо-2». Відіграв за «Буковину» півтора сезони, провівши у складі команди 32 матчі (з урахуванням Кубка України) та відзначившись одним забитим м'ячем. На думку вболівальників та експертів був одним з найкращих у складі чернівецької команди.

У лютому 2015 року перейшов до лав маріупольського «Іллічівця», що перебував у кризовому становищі. 27 лютого дебютував у Прем'єр-лізі, відігравши 65 хвилин у поєдинку проти одеського «Чорноморця» та поступившись місцем на полі Максиму Жичикову. Після закінчення сезону 2014/15 Микола Павлов (тодішній головний тренер «Іллічівця»), так охарактеризував футболіста: 
|  | Він здорово розкрився, враховуючи його стан під час приходу в «Іллічівець». Коли ми запросили Євгена, він був просто непідготовленим — не тільки фізично, але й морально. У багатьох моментах у Немтінова виникав контраст між сприйняттям першої ліги і Прем'єр-ліги. Навіть в питаннях ваги — часом у Жені було три зайвих кілограми ... В результаті футболісту довелося міняти ставлення до деяких речей, і коли Немтінов повністю перебудувався, припинилися травми і пішов підйом... |

27 червня 2015 року Євгеній Немтінов уклав угоду з київським «Динамо». У березні 2016 року перейшов до складу «Динамо-2». У червні 2016 року закінчив виступи за «Динамо-2» у зв'язку з розформуванням команди. У липні на правах вільного агента приєднався до складу рідної «Буковини».
20 січня 2017 року підписав контракт з клубом «Інгулець», але вже в липні того ж року повернувся в «Буковину», за яку виступав до завершення 2017/18 сезону. У липні 2018 року став гравцем житомирського «Полісся». Дебютував за «Полісся» 18 липня в матчі кубка України проти аматорського клубу «ЛНЗ-Лебедин». На початку вересня Євген отримав серйозну травму, і для продовження футбольної кар'єри було потрібне тривале лікування, спостереження та реабілітація, яка зайняла більше половини року. На підтримку Євгена, клуб у жовтні того ж року вирішив продовжити з ним контракт і ще на один рік, і тепер трудові відносини розраховані до літа 2020 року. По завершенні терміну контракту, Немтінов поповнив склад команди «Агробізнес» (Волочиськ). У цьому клубі виступав протягом 2020/21 сезону, разом з командою дійшов до півфінальної стадії національного кубка і активно боровся за вихід в УПЛ (5 місце в першій лізі).
З липня 2021 року гравець ФК «Епіцентр» (Дунаївці), а після повномасштабного вторгнення росії в Україну кар'єру продовжив у польській команді МКС (Ключборк). Перед стартом сезону 2022/23 підписав контракт із клубом другого за рівнем дивізіону Словаччини: «Татран», з яким успішно боровся за вихід до вищої ліги (2 місце, однак у стикових матчах команда за підсумками двох ігор зазнала фіаско).

### Кар'єра в збірній
У березні 2015 вперше отримав виклик до юнацької збірної України Олександра Петракова, що саме готувалася до участі у Чемпіонаті світу серед молодіжних команд. Проявивши себе на зборах та протягом товариських ігор, потрапив до остаточної заявки команди на турнір.
У Новій Зеландії провів два поєдинки з чотирьох — вийшов за 3 хвилини до закінчення дебютного матчу проти господарів чемпіонату, та на 27-й хвилині чвертьфінального поєдинку з Сенегалом, замінивши Владислава Кабаєва. Щоправда у матчі з африканською командою Немтінов до кінця так і не дограв. На 90-й хвилині замість нього на полі з'явився Роман Яремчук. Всього за юнацьку збірну зіграв 5 матчів.

## Досягнення
- Півфіналіст Кубка України (1): 2020/21
- Срібний призер Першої ліги Словаччини (1): 2022/23
- Срібний призер Другої ліги України (1): 2019/20

## Цікаві факти
- Включений у збірну 13-го та 25-го туру Першої ліги 2016/17 за версією Sportarena.com — позиція центральний та атакуючий півзахисник[18][19].
- Включений у збірну 14-го та 15-го туру Другої ліги 2017/18 за версією Sportarena.com — позиція лівий півзахисник[20][21].
- Кращий гравець 15-го туру Другої ліги 2017/18 за версією ПФЛ спільно із Sportarena.com[22].
- Включений у збірну 20-го та 27-го тижня Другої ліги 2017/18 за версією Sportarena.com — позиція правий та центральний півзахисник[23][24].
- Включений у збірну другого півріччя–2017 року Другої ліги України за версією Sportarena.com — позиція правий півзахисник[25].
- Включений у збірну 2-го та 5-го туру Другої ліги 2018/19 за версією Sportarena.com — позиція правий атакуючий та центральний півзахисник[26][27].
- Включений у збірну 2-го та 3-го туру Другої ліги 2019/20 за версією Sportarena.com — позиція правий атакуючий та правий півзахисник[28][29].

## Статистика виступів
Статистичі дані наведено станом на 1 лютого 2022 року
| Сезон                  | Команда                | Чемпіонат              | Чемпіонат | Чемпіонат | Кубок | Кубок | Кубок | Єврокубки | Єврокубки | Єврокубки | Інші кубки | Інші кубки | Інші кубки | Всього | Всього |
| Сезон                  | Команда                | Змаг.                  | Матчі     | Голи      | Змаг. | Матчі | Голи  | Змаг.     | Матчі     | Голи      | Змаг.      | Матчі      | Голи       | Матчі  | Голи   |
| ---------------------- | ---------------------- | ---------------------- | --------- | --------- | ----- | ----- | ----- | --------- | --------- | --------- | ---------- | ---------- | ---------- | ------ | ------ |
| 2012—2013              | «Ністру»               | ВЛ                     | 2         | 0         | КМ    | 0     | 0     | —         | —         | —         | —          | —          | —          | 2      | 0      |
| Всього в «Ністрі»      | Всього в «Ністрі»      | Всього в «Ністрі»      | 2         | 0         |       | 0     | 0     |           | 0         | 0         |            | 0          | 0          | 2      | 0      |
| 2013—2014              | «Буковина»             | 1Л                     | 16        | 1         | КУ    | 0     | 0     | —         | —         | —         | —          | —          | —          | 16     | 1      |
| 2014—2015              | «Буковина»             | 1Л                     | 15        | 0         | КУ    | 1     | 0     | —         | —         | —         | —          | —          | —          | 16     | 0      |
| Всього в «Буковині»    | Всього в «Буковині»    | Всього в «Буковині»    | 31        | 1         |       | 1     | 0     |           | 0         | 0         |            | 0          | 0          | 32     | 1      |
| 2014—2015              | «Іллічівець»           | ПЛ                     | 6         | 0         | КУ    | 0     | 0     | —         | —         | —         | —          | —          | —          | 6      | 0      |
| Всього в «Іллічівці»   | Всього в «Іллічівці»   | Всього в «Іллічівці»   | 6         | 0         |       | 0     | 0     |           | 0         | 0         |            | 0          | 0          | 6      | 0      |
| 2015—2016              | «Динамо-2»             | 1Л                     | 10        | 1         | КУ    | 0     | 0     | —         | —         | —         | —          | —          | —          | 10     | 1      |
| Всього в «Динамо-2»    | Всього в «Динамо-2»    | Всього в «Динамо-2»    | 10        | 1         |       | 0     | 0     |           | 0         | 0         |            | 0          | 0          | 10     | 1      |
| 2016—2017              | «Буковина»             | 1Л                     | 18        | 3         | КУ    | 1     | 0     | —         | —         | —         | —          | —          | —          | 19     | 3      |
| Всього в «Буковині»    | Всього в «Буковині»    | Всього в «Буковині»    | 18        | 3         |       | 1     | 0     |           | 0         | 0         |            | 0          | 0          | 19     | 3      |
| 2016—2017              | «Інгулець»             | 1Л                     | 11        | 1         | КУ    | 0     | 0     | —         | —         | —         | —          | —          | —          | 11     | 1      |
| Всього в «Інгулеці»    | Всього в «Інгулеці»    | Всього в «Інгулеці»    | 11        | 1         |       | 0     | 0     |           | 0         | 0         |            | 0          | 0          | 11     | 1      |
| 2017                   | «Інгулець-2»           | 2Л                     | 2         | 2         | КУ    | 0     | 0     | —         | —         | —         | —          | —          | —          | 2      | 2      |
| Всього в «Інгулеці-2»  | Всього в «Інгулеці-2»  | Всього в «Інгулеці-2»  | 2         | 2         |       | 0     | 0     |           | 0         | 0         |            | 0          | 0          | 2      | 2      |
| 2017—2018              | «Буковина»             | 2Л                     | 21        | 6         | КУ    | 0     | 0     | —         | —         | —         | —          | —          | —          | 21     | 6      |
| Всього в «Буковині»    | Всього в «Буковині»    | Всього в «Буковині»    | 21        | 6         |       | 0     | 0     |           | 0         | 0         |            | 0          | 0          | 21     | 6      |
| 2018—2019              | «Полісся»              | 2Л                     | 12        | 3         | КУ    | 1     | 0     | —         | —         | —         | —          | —          | —          | 13     | 3      |
| 2019—2020              | «Полісся»              | 2Л                     | 15        | 2         | КУ    | 1     | 0     | —         | —         | —         | —          | —          | —          | 16     | 2      |
| Всього в «Поліссі»     | Всього в «Поліссі»     | Всього в «Поліссі»     | 27        | 5         |       | 2     | 0     |           | 0         | 0         |            | 0          | 0          | 29     | 5      |
| 2020—2021              | «Агробізнес»           | 1Л                     | 12        | 1         | КУ    | 3     | 0     | —         | —         | —         | —          | —          | —          | 15     | 1      |
| Всього в «Агробізнесі» | Всього в «Агробізнесі» | Всього в «Агробізнесі» | 12        | 1         |       | 3     | 0     |           | 0         | 0         |            | 0          | 0          | 15     | 1      |
| 2021—2022              | «Епіцентр»             | 2Л                     | 18        | 7         | КУ    | 3     | 0     | —         | —         | —         | —          | —          | —          | 21     | 7      |
| Всього в «Епіцентрі»   | Всього в «Епіцентрі»   | Всього в «Епіцентрі»   | 18        | 7         |       | 3     | 0     |           | 0         | 0         |            | 0          | 0          | 21     | 7      |
| Всього за кар'єру      | Всього за кар'єру      | Всього за кар'єру      | 158       | 27        |       | 10    | 0     |           | 0         | 0         |            | 0          | 0          | 168    | 27     |

## Особисте життя
Одружений, виховує доньку.